# Gulići
 Gulići  ( olaszul: Gulli) Poreč városrésze, egykor önálló falu Horvátországban Isztria megyében.

## Fekvése
Az Isztriai-félsziget nyugati részén, Poreč központjától 2 km-re északkeletre, a tengerparttól mintegy másfél km-re keletre fekszik. Itt ágaznak el a városból északkeletre kivezető Višnjan, illetve Novigrad felé menő utak.

## Története
A falunak 1880-ban 33, 1910-ben 47 lakosa volt. Az első világháború után a rapallói szerződés értelmében Isztria az Olasz Királysághoz került. 1943-ban az olasz kapitulációt követően német megszállás alá került, mely 1945-ig tartott. A második világháború után a párizsi békeszerződés értelmében Jugoszlávia része lett. Jugoszlávia felbomlása után 1991-ben a független Horvátország része lett. Lakosságát 2001-óta Poreč városához számítják. Lakói főként a vendéglátásból, turizmusból élnek.

## Lakosság
| Lakosság változása | Lakosság változása | Lakosság változása | Lakosság változása | Lakosság változása | Lakosság változása | Lakosság változása | Lakosság változása | Lakosság változása | Lakosság változása | Lakosság változása | Lakosság változása | Lakosság változása | Lakosság változása | Lakosság változása | Lakosság változása |
| ------------------ | ------------------ | ------------------ | ------------------ | ------------------ | ------------------ | ------------------ | ------------------ | ------------------ | ------------------ | ------------------ | ------------------ | ------------------ | ------------------ | ------------------ | ------------------ |
| 1857               | 1869               | 1880               | 1890               | 1900               | 1910               | 1921               | 1931               | 1948               | 1953               | 1961               | 1971               | 1981               | 1991               | 2001               | 2011               |
| 0                  | 0                  | 33                 | 43                 | 55                 | 47                 | 0                  | 0                  | 41                 | 14                 | 13                 | 8                  | 38                 | 100                | 0                  | 0                  |